# フランソワ・ビエト
フランソワ・ビエト（François Viète、1540年 - 1603年2月13日）は16世紀のフランスの法律家、数学者。

## 人物・生涯
フランスのフォントネー＝ル＝コント生。ポワチエの大学で法律を学ぶ。最高法院ブルターニュ管区判事、パリの最高法院の請願書審理官と王室顧問官などを歴任した。1589年以降アンリ4世に仕えた。本職は弁護士、政治顧問官であるが、数学を研究した。初めて既知数の記号化を行い、記号代数の原理と方法を確立し、当時の代数学を体系化し、「代数学の父」といわれている。この頃スペインからの暗号文を解読したといわれる。時間の合間を縫っては三角法、球面三角法、一般係数の代数方程式などを研究した。

## ビエトの公式
円周率を求める無限乗積式を発見した。
{\displaystyle \prod _{n=1}^{\infty }\cos {\frac {90^{\circ }}{2^{n}}}={\sqrt {\frac {1}{2}}}{\sqrt {{\frac {1}{2}}+{\frac {1}{2}}{\sqrt {\frac {1}{2}}}}}{\sqrt {{\frac {1}{2}}+{\frac {1}{2}}{\sqrt {{\frac {1}{2}}+{\frac {1}{2}}{\sqrt {\frac {1}{2}}}}}}}\cdots ={\frac {2}{\pi }}}